# Vorojba
Vorojba (în ucraineană Ворожба) este un oraș raional din raionul Bilopillea, regiunea Sumî, Ucraina. În afara localității principale, nu cuprinde și alte sate.

## Demografie
Componența lingvistică a orașului Vorojba
     Ucraineană (92,08%)
     Rusă (7,07%)
     Alte limbi (0,44%)
Conform recensământului din 2001, majoritatea populației orașului Vorojba era vorbitoare de ucraineană (92,08%), existând în minoritate și vorbitori de rusă (7,07%).